# 43293 Бантінґ
43293 Бантінґ (43293 Banting) — астероїд головного поясу, відкритий 1 квітня 2000 року.
Тіссеранів параметр щодо Юпітера — 3,191.